# Katja Riem
Katja Riem (26 dicembre 1996) è una politica svizzera dell'Unione Democratica di Centro (UDC). Dal 2023 è membro del Consiglio nazionale per il Canton Berna.

## Biografia
Fece parte del Gran Consiglio del Canton Berna dal 2021 al 2023. Presentatasi alle elezioni federali del 2023, venne eletta Consigliera nazionale per il Canton Berna con 101 345 voti, settima tra i candidati eletti più votati del cantone.